# Kasuarinengewächse
Kasuarinengewächse (Casuarinaceae) sind eine Pflanzenfamilie aus der Ordnung der Buchenartigen (Fagales). Zu dieser Familie zählen vier Gattungen mit insgesamt ungefähr 90 bis 95 Arten. Zuvor hatte man alle dieser Familie angehörigen Arten der Gattung der Kasuarinen (Casuarina) zugeordnet. 
Die Pflanzenarten dieser Familie sind in den Tropen der Alten Welt von Madagaskar über Indien bis zum Malaiischen Archipel, Australien und den pazifischen Inseln verbreitet. Viele der Arten verfügen über keine eingeführte deutsche Bezeichnung und werden einheitlich als Känguruhbaum, Kasuarinen oder Keulenbäume bezeichnet. 

## Beschreibung

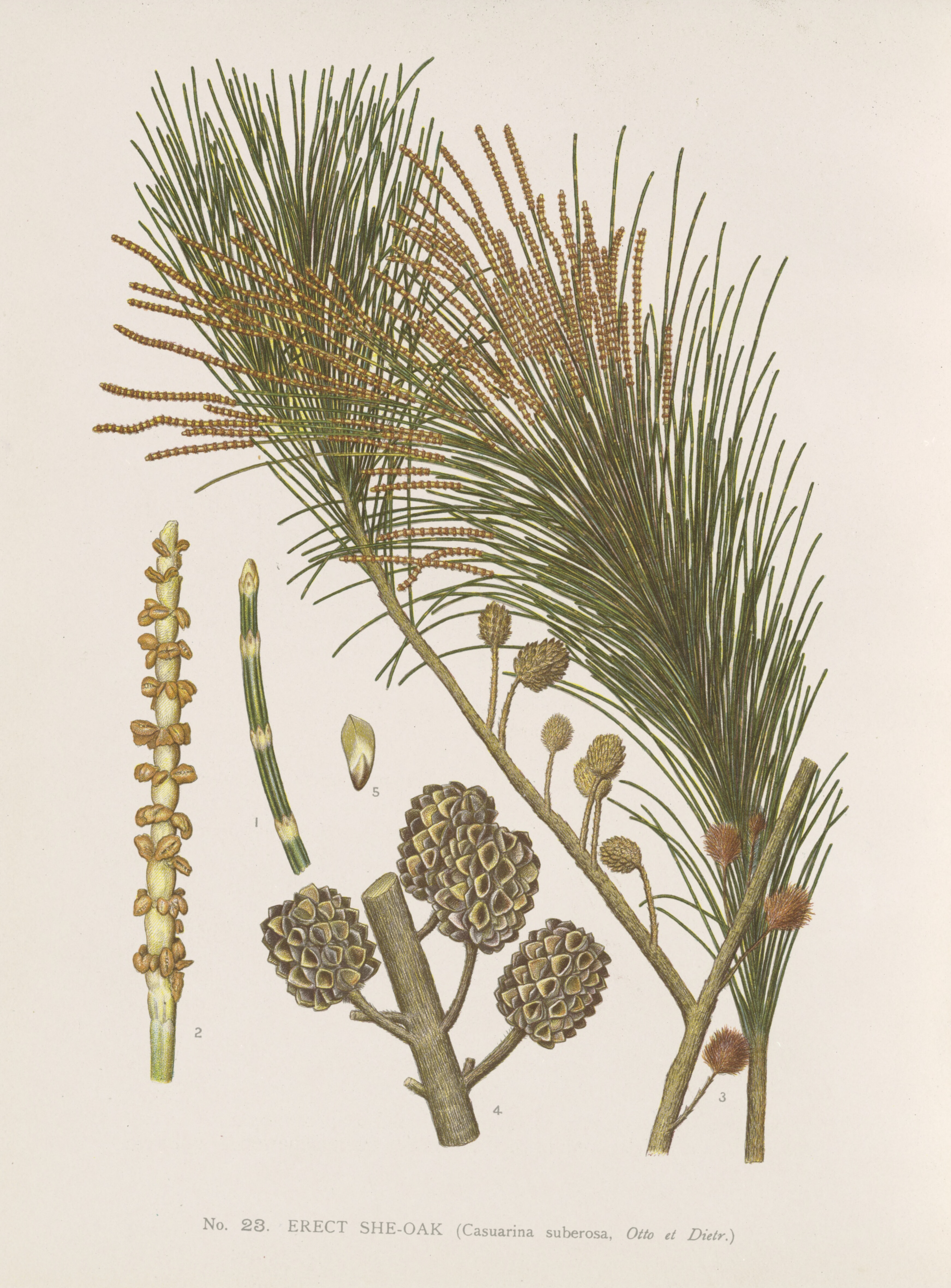
Allocasuarina littoralis, Illustration: 2) männlicher Blütenstand, 3) Zweige mit männlichen und weiblichen Blütenständen, 4) Fruchtstände mit offenen Früchten, 5) Same.

Verbreitungsgebiet der Familie Casuarinaceae

Alle Arten sind immergrüne Bäume oder Sträucher. Sie sehen manchen Koniferen sehr ähnlich, sind aber bedecktsamige Pflanzen.
Viele Arten haben rutenartige kleine Zweige, die die Funktion der Blätter übernehmen. Die echten Laubblätter sind dagegen zu kleinen dreieckigen Schuppen reduziert. Die schuppenförmigen Blätter stehen zu vier bis 16 in Wirteln. Nebenblätter sind keine vorhanden.
Die Pflanzenarten sind ein- (monözisch) oder zweihäusig (diözisch) getrenntgeschlechtig. Die Blütenstände sehen oft wie kleine Zapfen aus. Die eingeschlechtigen Blüten sind stark reduziert. Blütenhüllblätter fehlen. Die männlichen Blüten bestehen aus nur einem Staubblatt. In den weiblichen Blüten sind zwei Fruchtblätter zu einem oberständigen Fruchtknoten verwachsen; der Griffel endet in zwei Narben. Die Bestäubung erfolgt durch den Wind (Anemophilie). 
Es werden Nussfrüchte gebildet, sie sind meist geflügelte (Samara).

## Ökologie
Die Wurzeln haben eine Symbiose mit den stickstofffixierenden (N-fixierenden) Frankia.

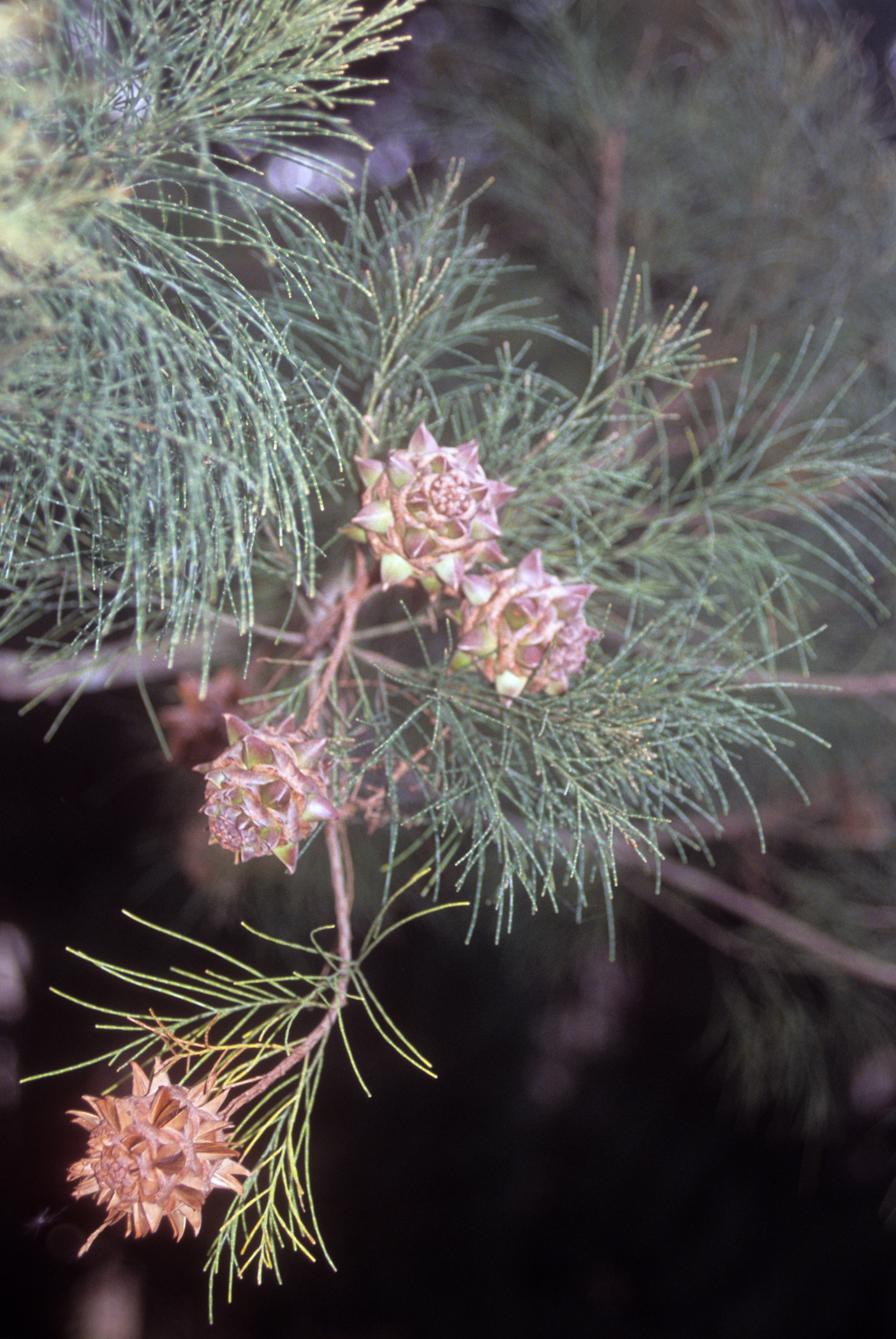
Gymnostoma poissonianum

## Systematik
Seit L.A.S. Johnson 1980 die Gattung Casuarina geteilt hat, gibt es in der Familie vier Gattungen mit etwa 95 Arten:
- Allocasuarina L.A.S.Johnson: Die etwa 61 Arten sind in Australien verbreitet.[3]
- Ceuthostoma L.A.S.Johnson: Von den nur zwei Arten kommt die eine auf den Philippinen und die andere im nördlichen Borneo sowie westlichen Neuguinea vor.[3]
- Gymnostoma L.A.S.Johnson (Syn.: Quadrangula Baum.-Bod.): Die etwa 14 Arten sind von Malesien bis auf Inseln des südwestlichen Pazifik verbreitet.[3]
- Kasuarinen (Casuarina L.): Die 14 Arten sind in Australien und auf den nördlich davon gelegenen Inseln verbreitet.